# Chiangrai United

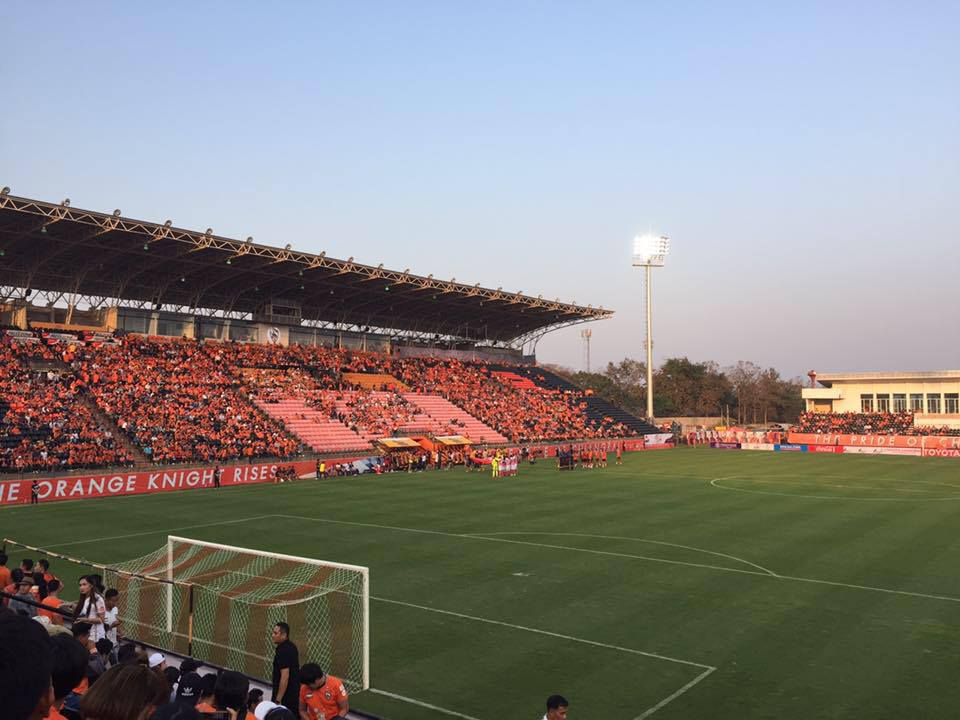
Chiangrai Stadion van Chiangrai in 2017

Chiangrai United Football Club (Thai: สโมสรฟุตบอลเชียงราย ยูไนเต็ด) is een Thaise voetbalclub. De club werd opgericht in 2009 en speelt opmerkelijk al 2 jaar na de oprichting in de Thai League 1, de hoogste voetbaldivisie van Thailand.

## Bekende (oud-)spelers
- Mitchell Kappenberg
- Rutger Worm

## Erelijst
Nationaal
- Thai League 1 : 2019
- FA Cup(3) : 2017, 2018, 2020–21
- Thai League Cup : 2018
- Thailand Champions Cup(2) : 2018, 2020

Bangkok United FC ·
BG Pathum United ·
Buriram United ·
Chiangrai United ·
KhonKaen United ·
Lamphun Warriors FC ·
Muangthong United ·
Nakhon Pathom United ·
Nakhon Ratchasima FC ·
Nongbua Pitchaya FC ·
Port FC · 
PT Prachuap FC ·
Ratchaburi FC ·
Sukhothai FC ·
Rayong FC ·
Uthai Thani FC ·